# Hybanthus heterosepalus
Hybanthus heterosepalus är en violväxtart som först beskrevs av August Wilhelm Eichler, och fick sitt nu gällande namn av Hassler. Hybanthus heterosepalus ingår i släktet Hybanthus och familjen violväxter. Inga underarter finns listade i Catalogue of Life.